# Sex and Culture
Sex and Culture é um livro de 1934 do antropólogo social inglês J.D. Unwin, que aborda a correlação entre o nível de "realização cultural" de uma sociedade e o seu nível de restrição sexual. O livro conclui com a teoria de que, à medida que as sociedades se desenvolvem, tornam-se mais liberais sexualmente, acelerando a sua entropia social e, assim, diminuindo a sua energia "criativa" e "expansiva".
Segundo Unwin, depois de uma nação se tornar próspera, torna-se cada vez mais liberal em relação à moralidade sexual. Assim, perde a sua coesão, ímpeto e propósito, que Unwin afirma serem irrevogáveis.  Unwin também afirmou que a monogamia absoluta exigia igualdade legal entre homens e mulheres.

## Conteúdo
O estudo de Unwin sobre 80 culturas nativas e 6 civilizações levou-o a concluir que o fator operante por trás da decadência cultural de uma sociedade deve-se, em grande parte, ao afrouxamento das convenções sexuais e à diminuição dos relacionamentos monogâmicos. Unwin afirma que, por meio de convenções sexuais mais rígidas, como a abstinência, as nações canalizam a sua energia sexual para a expansão agressiva, conquistando países "menos energéticos", bem como para a arte, a ciência, a reforma e outros indicadores de alto desempenho cultural.
Por sociedades 'civilizadas', o livro refere-se especificamente aos seguintes dezasseis povos históricos: sumérios, babilónios, egípcios, assírios, helenos, persas, hindus, chineses, japoneses, sassânidas, árabes (mouros), romanos, teutões e anglo-saxões.
Unwin divide as civilizações em quatro grupos para comparar o progresso de cada uma. As categorias são, do nível mais baixo de restrição sexual ao mais alto, "zoísta", "manística", "deísta" e "racionalista". Unwin baseia as suas categorias em certos fenómenos sociais que observou no seu estudo das 86 culturas do mundo, fenómenos que, segundo ele, coincidiam com diferentes níveis de castidade pré-nupcial:
- Zoística: Unwin descreve sociedades que não praticam nenhuma forma de castidade pré-nupcial como estando na condição zoística.
- Manístico: Unwin descreve sociedades que não praticavam a castidade pré-nupcial ou que praticavam a castidade limitada e que prestavam homenagem aos mortos ('tendência') como estando na condição cultural manística.
- Deístas: Unwin descreve sociedades nas quais a castidade pré-nupcial era praticada e que construíam templos e que tinham sacerdotes como deístas.[4]
- Racionalista: Unwin não dá uma definição precisa do que constitui uma cultura racionalista, mas descreve-a como a condição cultural que emerge quando uma sociedade está na condição deísta por tempo suficiente para apreciar "uma nova conceção do poder no universo, baseada no ainda desconhecido", que é o resultado de um escopo mais amplo de compreensão do natural. Unwin escreve que "tal sociedade está na condição racionalista. O avanço para essa condição depende não apenas da redução da oportunidade sexual, mas também da sua preservação no mínimo."[5] De acordo com Unwin, entre as culturas estudadas, apenas três podem ser consideradas como tendo alcançado o estado cultural racionalista antes de entrar em declínio cultural: os atenienses, os romanos e os ingleses.[6]

O livro conclui com a afirmação de que, para manter uma sociedade racionalista, o impulso sexual deve ser controlado e direcionado para trabalhos mais produtivos. Unwin observa que as mulheres devem gozar dos mesmos direitos legais que os homens e que a condição para um alto nível de realização cultural reside na restrição das oportunidades sexuais pré-nupciais, e não num estado de patriarcado, embora ambos tenham historicamente coincidido.
O livro afirma que o efeito das restrições sexuais, pré ou pós-nupciais, sempre levou ao florescimento de uma cultura. Por outro lado, o aumento da liberdade sexual sempre levou ao colapso de uma cultura três gerações depois. O maior florescimento cultural teve a combinação mais poderosa: castidade pré-nupcial aliada à "monogamia absoluta". As culturas racionalistas que mantiveram esta combinação por pelo menos três gerações superaram todas as outras culturas em todas as áreas, incluindo literatura, arte, ciência, mobiliário, arquitetura, engenharia e agricultura. Apenas três das oitenta e seis culturas estudadas atingiram este nível.
 
A partir de um estudo superficial dos dados disponíveis, pode pensar-se que as questões da submissão feminina e do poder parental estão indissoluvelmente aliadas à da abstinência feminina; mas, na verdade, a sua aliança no passado deveu-se ao fator casual de que a oportunidade sexual nunca foi reduzida ao mínimo, exceto pela privação das mulheres e das crianças do seu estatuto legal. É historicamente verdade dizer que, no passado, a energia social foi comprada ao preço da liberdade individual, pois nunca foi demonstrada a não ser que a fêmea da espécie sacrificasse os seus direitos enquanto indivíduo e a não ser que as crianças fossem tratadas como meros apêndices da propriedade do pai/mãe; mas seria precipitado concluir que a oportunidade sexual não pode ser reduzida ao mínimo em quaisquer outras condições. A evidência é que a submissão das mulheres e das crianças é intolerável e, por isso, temporária; mas deveríamos ir além da evidência se concluíssemos deste facto que a abstinência compulsiva é também intolerável e, por isso, temporária. Tal afirmação, de facto, é contrariada pelo teor de toda a história.Original (em inglês): From a superficial study of the available data it might be thought that the questions of female subjection and parental power are indissolubly allied to that of female continence; but actually their alliance in the past has been due to the chance factor that sexual opportunity has never been reduced to a minimum except by depriving women and children of their legal status. It is historically true to say that in the past social energy has been purchased at the price of individual freedom, for it has never been displayed unless the female of the species has sacrificed her rights as an individual and unless children have been treated as mere appendages to the estate of the male parent; but it would be rash to conclude that sexual opportunity cannot be reduced to a minimum under any other conditions. The evidence is that the subjection of women and children is intolerable and therefore temporary; but we should go beyond the evidence if we were to conclude from this fact that compulsory continence also is intolerable and therefore temporary. Such a statement, indeed, is contradicted by the tenor of the whole story.— J. D. Unwin Sex and Culture (pág. 384) (em inglês)

## Recepção
Aldous Huxley descreveu Sex and Culture como "uma obra da mais alta importância". Uma crítica contemporânea em 1935 foi positiva.